# Anneröd vatten
Anneröd vatten är en sjö i Uddevalla kommun i Bohuslän och ingår i Bäveån-Örekilsälvens kustområde.